# أبو حيان التوحيدي (مسلسل)
هو مسلسل سوري أردني مشترك من إنتاجات 1995 مؤسسة دبي للإنتاج الفني الشهيرة ...
يتناول المسلسل سيرة حياة الأديب والفيلسوف الكبير أبو حيان التوحيدي فيلسوف الأدباء وأديب الفلاسفة صاحب رائعة الإمتاع والمؤانسة، وهو أحد أعلام القرن الرابع الهجري وأحد أشهر فلاسفة التصوف الإسلامي في بغداد وله دور كير جداً في تطور الفكر والعقل الإسلامي الإنساني
المسلسل من تأليف الروائي السوري الكبير خيري الذهبي وإخراج المخرج الكبير المخضرم صلاح أبو هنود وقد صورت مشاهده كاملة في استديوهات دبي للإنتاج الفني في أواسط التسعينات ولاقى صدى كبيراً لدى الجمهور العربي ولكنه لم عرض في سوريا أو الأردن بل فقط على الأقنية الخليجية المنتشرة وقتها ...
المسلسل من بطولة الفنان الأردني محمد القباني وطارق عبد الله وحسن البني وأنور خليل وأحمد مشتهى وحسن الشاعر والفنان عبد الكامل خلايلة ...
المسلسل هو جزء من الإنتاجات العربية الضخمة لمؤسسة دبي للإنتاج الفني التي كانت أكبر شركة إنتاج عربية في ذلك الوقت وأنتجت العديد العديد من الروائع التلفزيونية 
ويذكر أن المسلسل شهد نجاحاً كبيراً وقتها .